# Sandra Myers
Sandra Myers Brown (Little River, Kansas, 9 de enero de 1961) es una exatleta, musicóloga y política española de origen estadounidense. Fue medalla de bronce en los 400 metros del Campeonato Mundial de Atletismo de 1991.
Dentro del atletismo español está considerada la mejor velocista y una de las mejores atletas de la historia.
Fue campeona de Estados Unidos en 400 m en 1981 y posteriormente se trasladó a España, país cuya nacionalidad obtuvo en 1987. Consiguió tener de forma simultánea récords de España en las pruebas de 60, 100, 200, 400 metros lisos, salto de longitud y relevos 4 × 100 y 4 × 400 m, tanto al aire libre como en pista cubierta. En agosto de 2025 se mantienen como récords de España los de 100 m y 400 m, en esta última distancia tanto absoluto como en short track.

## Actividad deportiva
Nació en Little River (Kansas), donde comenzó a practicar el atletismo, especializándose en salto de longitud. Posteriormente estudió en la universidad de UCLA, donde empezó a competir en los 400 metros vallas, por entonces una especialidad nueva. Llegó a representar en esta prueba a los Estados Unidos en la Copa del Mundo de Atletismo de 1981. Sin embargo, una lesión la apartó del atletismo.
Llegó a Madrid a pasar unas vacaciones, pero terminó estableciéndose allí y, tras casarse con el entrenador Javier Echarri, obtuvo la nacionalidad española en 1987. En España volvió a la práctica del atletismo, especializándose ahora en pruebas de velocidad, y en 1988 empezó a representar internacionalmente a su nuevo país, llegando a participar en los Juegos Olímpicos de Seúl 1988.
En el Campeonato Mundial de Atletismo de 1991 se convirtió en la primera mujer española en subir al podio en unos mundiales de atletismo: fue medalla de bronce en la prueba de 400 metros.
En 1992 consiguió el oro en los 400 m del Campeonato Europeo en pista cubierta. Sin embargo, una lesión la privó de tomar parte en los Juegos Olímpicos de Barcelona 1992.
Tras superar la lesión su mejor resultado fue un nuevo oro, esta vez en los 200 metros, en el Campeonato Europeo en pista cubierta de 1996. También participó en los Juegos Olímpicos de Atlanta 1996, retirándose al año siguiente.

### Competiciones internacionales
| Representando a Estados Unidos \| Año \| Competición \| Sede \| Puesto \| Prueba \| Marca \| \| ---------------------- \| ------------------------------------ \| ---------------- \| ----------------- \| ----------------- \| ------- \| \| 1981 \| Copa del Mundo \| Roma \| 7.ª \| 400 m vallas \| 59.95 \| \| Representando a España \| \| \| \| \| \| \| 1988 \| Campeonato Europeo en pista cubierta \| Budapest \| 9.ª (sf) \| 60 m \| 7.32 \| \| 1988 \| Campeonato Europeo en pista cubierta \| Budapest \| 12.ª \| Salto de longitud \| 6.12 m \| \| 1988 \| Campeonato Iberoamericano \| Ciudad de México \| Medalla de oro \| 100 m \| 11.47 \| \| 1988 \| Campeonato Iberoamericano \| Ciudad de México \| Medalla de bronce \| Salto de longitud \| 6.38 m \| \| 1988 \| Campeonato Iberoamericano \| Ciudad de México \| Medalla de oro \| 4 × 100 m \| 44.47 \| \| 1988 \| Juegos Olímpicos \| Seúl \| 43.ª (s) \| 100 m \| 11.86 \| \| 1989 \| Copa del Mundo \| Barcelona \| 6.ª \| 100 m \| 11.36 \| \| 1989 \| Copa del Mundo \| Barcelona \| 5.ª \| 4 × 100 m \| 44.62 \| \| 1990 \| Campeonato Europeo en pista cubierta \| Glasgow \| 4.ª \| 200 m \| 23.08 \| \| 1990 \| Campeonato de Europa \| Split \| 4.ª \| 200 m \| 22.38 \| \| 1990 \| Campeonato Iberoamericano \| Manaus \| Medalla de oro \| 100 m \| 11.50 \| \| 1990 \| Campeonato Iberoamericano \| Manaus \| Medalla de plata \| 4 × 100 m \| 45.60 \| \| 1990 \| Campeonato Iberoamericano \| Manaus \| Medalla de plata \| 4 × 400 m \| 3:35.2 \| \| 1991 \| Campeonato Mundial en pista cubierta \| Sevilla \| Medalla de plata \| 400 m \| 50.99 \| \| 1991 \| Campeonato Mundial en pista cubierta \| Sevilla \| 4.ª \| 4 × 400 m \| 3:31.86 \| \| 1991 \| Campeonato del Mundo \| Tokio \| Medalla de bronce \| 400 m \| 49.78 \| \| 1991 \| Campeonato del Mundo \| Tokio \| 11.ª (s) \| 4 × 100 m \| 44.08 \| \| 1991 \| Campeonato del Mundo \| Tokio \| 7.ª \| 4 × 400 m \| 3:27.57 \| \| 1992 \| Campeonato Europeo en pista cubierta \| Génova \| Medalla de oro \| 400 m \| 51.21 \| \| 1993 \| Campeonato Mundial en pista cubierta \| Toronto \| 4.ª \| 400 m \| 51.45 \| \| 1993 \| Campeonato del Mundo \| Stuttgart \| 6.ª \| 400 m \| 51.22 \| \| 1994 \| Campeonato de Europa \| Helsinki \| DNF (sf) \| 400 m \| -- \| \| 1995 \| Campeonato Mundial en pista cubierta \| Barcelona \| 12.ª (sf) \| 400 m \| 51.45 \| \| 1995 \| Campeonato del Mundo \| Gotemburgo \| 10.ª (sf) \| 400 m \| 51.03 \| \| 1995 \| Campeonato del Mundo \| Gotemburgo \| 13.ª (s) \| 4 × 400 m \| 3:31.71 \| \| 1996 \| Campeonato Europeo en pista cubierta \| Estocolmo \| Medalla de oro \| 200 m \| 23.15 \| \| 1996 \| Juegos Olímpicos \| Atlanta \| 20.ª (cf) \| 200 m \| 23.20 \| \| 1996 \| Juegos Olímpicos \| Atlanta \| 14.ª (sf) \| 400 m \| 51.42 \| | Representando a Estados Unidos \| Año \| Competición \| Sede \| Puesto \| Prueba \| Marca \| \| ---------------------- \| ------------------------------------ \| ---------------- \| ----------------- \| ----------------- \| ------- \| \| 1981 \| Copa del Mundo \| Roma \| 7.ª \| 400 m vallas \| 59.95 \| \| Representando a España \| \| \| \| \| \| \| 1988 \| Campeonato Europeo en pista cubierta \| Budapest \| 9.ª (sf) \| 60 m \| 7.32 \| \| 1988 \| Campeonato Europeo en pista cubierta \| Budapest \| 12.ª \| Salto de longitud \| 6.12 m \| \| 1988 \| Campeonato Iberoamericano \| Ciudad de México \| Medalla de oro \| 100 m \| 11.47 \| \| 1988 \| Campeonato Iberoamericano \| Ciudad de México \| Medalla de bronce \| Salto de longitud \| 6.38 m \| \| 1988 \| Campeonato Iberoamericano \| Ciudad de México \| Medalla de oro \| 4 × 100 m \| 44.47 \| \| 1988 \| Juegos Olímpicos \| Seúl \| 43.ª (s) \| 100 m \| 11.86 \| \| 1989 \| Copa del Mundo \| Barcelona \| 6.ª \| 100 m \| 11.36 \| \| 1989 \| Copa del Mundo \| Barcelona \| 5.ª \| 4 × 100 m \| 44.62 \| \| 1990 \| Campeonato Europeo en pista cubierta \| Glasgow \| 4.ª \| 200 m \| 23.08 \| \| 1990 \| Campeonato de Europa \| Split \| 4.ª \| 200 m \| 22.38 \| \| 1990 \| Campeonato Iberoamericano \| Manaus \| Medalla de oro \| 100 m \| 11.50 \| \| 1990 \| Campeonato Iberoamericano \| Manaus \| Medalla de plata \| 4 × 100 m \| 45.60 \| \| 1990 \| Campeonato Iberoamericano \| Manaus \| Medalla de plata \| 4 × 400 m \| 3:35.2 \| \| 1991 \| Campeonato Mundial en pista cubierta \| Sevilla \| Medalla de plata \| 400 m \| 50.99 \| \| 1991 \| Campeonato Mundial en pista cubierta \| Sevilla \| 4.ª \| 4 × 400 m \| 3:31.86 \| \| 1991 \| Campeonato del Mundo \| Tokio \| Medalla de bronce \| 400 m \| 49.78 \| \| 1991 \| Campeonato del Mundo \| Tokio \| 11.ª (s) \| 4 × 100 m \| 44.08 \| \| 1991 \| Campeonato del Mundo \| Tokio \| 7.ª \| 4 × 400 m \| 3:27.57 \| \| 1992 \| Campeonato Europeo en pista cubierta \| Génova \| Medalla de oro \| 400 m \| 51.21 \| \| 1993 \| Campeonato Mundial en pista cubierta \| Toronto \| 4.ª \| 400 m \| 51.45 \| \| 1993 \| Campeonato del Mundo \| Stuttgart \| 6.ª \| 400 m \| 51.22 \| \| 1994 \| Campeonato de Europa \| Helsinki \| DNF (sf) \| 400 m \| -- \| \| 1995 \| Campeonato Mundial en pista cubierta \| Barcelona \| 12.ª (sf) \| 400 m \| 51.45 \| \| 1995 \| Campeonato del Mundo \| Gotemburgo \| 10.ª (sf) \| 400 m \| 51.03 \| \| 1995 \| Campeonato del Mundo \| Gotemburgo \| 13.ª (s) \| 4 × 400 m \| 3:31.71 \| \| 1996 \| Campeonato Europeo en pista cubierta \| Estocolmo \| Medalla de oro \| 200 m \| 23.15 \| \| 1996 \| Juegos Olímpicos \| Atlanta \| 20.ª (cf) \| 200 m \| 23.20 \| \| 1996 \| Juegos Olímpicos \| Atlanta \| 14.ª (sf) \| 400 m \| 51.42 \| | Representando a Estados Unidos \| Año \| Competición \| Sede \| Puesto \| Prueba \| Marca \| \| ---------------------- \| ------------------------------------ \| ---------------- \| ----------------- \| ----------------- \| ------- \| \| 1981 \| Copa del Mundo \| Roma \| 7.ª \| 400 m vallas \| 59.95 \| \| Representando a España \| \| \| \| \| \| \| 1988 \| Campeonato Europeo en pista cubierta \| Budapest \| 9.ª (sf) \| 60 m \| 7.32 \| \| 1988 \| Campeonato Europeo en pista cubierta \| Budapest \| 12.ª \| Salto de longitud \| 6.12 m \| \| 1988 \| Campeonato Iberoamericano \| Ciudad de México \| Medalla de oro \| 100 m \| 11.47 \| \| 1988 \| Campeonato Iberoamericano \| Ciudad de México \| Medalla de bronce \| Salto de longitud \| 6.38 m \| \| 1988 \| Campeonato Iberoamericano \| Ciudad de México \| Medalla de oro \| 4 × 100 m \| 44.47 \| \| 1988 \| Juegos Olímpicos \| Seúl \| 43.ª (s) \| 100 m \| 11.86 \| \| 1989 \| Copa del Mundo \| Barcelona \| 6.ª \| 100 m \| 11.36 \| \| 1989 \| Copa del Mundo \| Barcelona \| 5.ª \| 4 × 100 m \| 44.62 \| \| 1990 \| Campeonato Europeo en pista cubierta \| Glasgow \| 4.ª \| 200 m \| 23.08 \| \| 1990 \| Campeonato de Europa \| Split \| 4.ª \| 200 m \| 22.38 \| \| 1990 \| Campeonato Iberoamericano \| Manaus \| Medalla de oro \| 100 m \| 11.50 \| \| 1990 \| Campeonato Iberoamericano \| Manaus \| Medalla de plata \| 4 × 100 m \| 45.60 \| \| 1990 \| Campeonato Iberoamericano \| Manaus \| Medalla de plata \| 4 × 400 m \| 3:35.2 \| \| 1991 \| Campeonato Mundial en pista cubierta \| Sevilla \| Medalla de plata \| 400 m \| 50.99 \| \| 1991 \| Campeonato Mundial en pista cubierta \| Sevilla \| 4.ª \| 4 × 400 m \| 3:31.86 \| \| 1991 \| Campeonato del Mundo \| Tokio \| Medalla de bronce \| 400 m \| 49.78 \| \| 1991 \| Campeonato del Mundo \| Tokio \| 11.ª (s) \| 4 × 100 m \| 44.08 \| \| 1991 \| Campeonato del Mundo \| Tokio \| 7.ª \| 4 × 400 m \| 3:27.57 \| \| 1992 \| Campeonato Europeo en pista cubierta \| Génova \| Medalla de oro \| 400 m \| 51.21 \| \| 1993 \| Campeonato Mundial en pista cubierta \| Toronto \| 4.ª \| 400 m \| 51.45 \| \| 1993 \| Campeonato del Mundo \| Stuttgart \| 6.ª \| 400 m \| 51.22 \| \| 1994 \| Campeonato de Europa \| Helsinki \| DNF (sf) \| 400 m \| -- \| \| 1995 \| Campeonato Mundial en pista cubierta \| Barcelona \| 12.ª (sf) \| 400 m \| 51.45 \| \| 1995 \| Campeonato del Mundo \| Gotemburgo \| 10.ª (sf) \| 400 m \| 51.03 \| \| 1995 \| Campeonato del Mundo \| Gotemburgo \| 13.ª (s) \| 4 × 400 m \| 3:31.71 \| \| 1996 \| Campeonato Europeo en pista cubierta \| Estocolmo \| Medalla de oro \| 200 m \| 23.15 \| \| 1996 \| Juegos Olímpicos \| Atlanta \| 20.ª (cf) \| 200 m \| 23.20 \| \| 1996 \| Juegos Olímpicos \| Atlanta \| 14.ª (sf) \| 400 m \| 51.42 \| | Representando a Estados Unidos \| Año \| Competición \| Sede \| Puesto \| Prueba \| Marca \| \| ---------------------- \| ------------------------------------ \| ---------------- \| ----------------- \| ----------------- \| ------- \| \| 1981 \| Copa del Mundo \| Roma \| 7.ª \| 400 m vallas \| 59.95 \| \| Representando a España \| \| \| \| \| \| \| 1988 \| Campeonato Europeo en pista cubierta \| Budapest \| 9.ª (sf) \| 60 m \| 7.32 \| \| 1988 \| Campeonato Europeo en pista cubierta \| Budapest \| 12.ª \| Salto de longitud \| 6.12 m \| \| 1988 \| Campeonato Iberoamericano \| Ciudad de México \| Medalla de oro \| 100 m \| 11.47 \| \| 1988 \| Campeonato Iberoamericano \| Ciudad de México \| Medalla de bronce \| Salto de longitud \| 6.38 m \| \| 1988 \| Campeonato Iberoamericano \| Ciudad de México \| Medalla de oro \| 4 × 100 m \| 44.47 \| \| 1988 \| Juegos Olímpicos \| Seúl \| 43.ª (s) \| 100 m \| 11.86 \| \| 1989 \| Copa del Mundo \| Barcelona \| 6.ª \| 100 m \| 11.36 \| \| 1989 \| Copa del Mundo \| Barcelona \| 5.ª \| 4 × 100 m \| 44.62 \| \| 1990 \| Campeonato Europeo en pista cubierta \| Glasgow \| 4.ª \| 200 m \| 23.08 \| \| 1990 \| Campeonato de Europa \| Split \| 4.ª \| 200 m \| 22.38 \| \| 1990 \| Campeonato Iberoamericano \| Manaus \| Medalla de oro \| 100 m \| 11.50 \| \| 1990 \| Campeonato Iberoamericano \| Manaus \| Medalla de plata \| 4 × 100 m \| 45.60 \| \| 1990 \| Campeonato Iberoamericano \| Manaus \| Medalla de plata \| 4 × 400 m \| 3:35.2 \| \| 1991 \| Campeonato Mundial en pista cubierta \| Sevilla \| Medalla de plata \| 400 m \| 50.99 \| \| 1991 \| Campeonato Mundial en pista cubierta \| Sevilla \| 4.ª \| 4 × 400 m \| 3:31.86 \| \| 1991 \| Campeonato del Mundo \| Tokio \| Medalla de bronce \| 400 m \| 49.78 \| \| 1991 \| Campeonato del Mundo \| Tokio \| 11.ª (s) \| 4 × 100 m \| 44.08 \| \| 1991 \| Campeonato del Mundo \| Tokio \| 7.ª \| 4 × 400 m \| 3:27.57 \| \| 1992 \| Campeonato Europeo en pista cubierta \| Génova \| Medalla de oro \| 400 m \| 51.21 \| \| 1993 \| Campeonato Mundial en pista cubierta \| Toronto \| 4.ª \| 400 m \| 51.45 \| \| 1993 \| Campeonato del Mundo \| Stuttgart \| 6.ª \| 400 m \| 51.22 \| \| 1994 \| Campeonato de Europa \| Helsinki \| DNF (sf) \| 400 m \| -- \| \| 1995 \| Campeonato Mundial en pista cubierta \| Barcelona \| 12.ª (sf) \| 400 m \| 51.45 \| \| 1995 \| Campeonato del Mundo \| Gotemburgo \| 10.ª (sf) \| 400 m \| 51.03 \| \| 1995 \| Campeonato del Mundo \| Gotemburgo \| 13.ª (s) \| 4 × 400 m \| 3:31.71 \| \| 1996 \| Campeonato Europeo en pista cubierta \| Estocolmo \| Medalla de oro \| 200 m \| 23.15 \| \| 1996 \| Juegos Olímpicos \| Atlanta \| 20.ª (cf) \| 200 m \| 23.20 \| \| 1996 \| Juegos Olímpicos \| Atlanta \| 14.ª (sf) \| 400 m \| 51.42 \| | Representando a Estados Unidos \| Año \| Competición \| Sede \| Puesto \| Prueba \| Marca \| \| ---------------------- \| ------------------------------------ \| ---------------- \| ----------------- \| ----------------- \| ------- \| \| 1981 \| Copa del Mundo \| Roma \| 7.ª \| 400 m vallas \| 59.95 \| \| Representando a España \| \| \| \| \| \| \| 1988 \| Campeonato Europeo en pista cubierta \| Budapest \| 9.ª (sf) \| 60 m \| 7.32 \| \| 1988 \| Campeonato Europeo en pista cubierta \| Budapest \| 12.ª \| Salto de longitud \| 6.12 m \| \| 1988 \| Campeonato Iberoamericano \| Ciudad de México \| Medalla de oro \| 100 m \| 11.47 \| \| 1988 \| Campeonato Iberoamericano \| Ciudad de México \| Medalla de bronce \| Salto de longitud \| 6.38 m \| \| 1988 \| Campeonato Iberoamericano \| Ciudad de México \| Medalla de oro \| 4 × 100 m \| 44.47 \| \| 1988 \| Juegos Olímpicos \| Seúl \| 43.ª (s) \| 100 m \| 11.86 \| \| 1989 \| Copa del Mundo \| Barcelona \| 6.ª \| 100 m \| 11.36 \| \| 1989 \| Copa del Mundo \| Barcelona \| 5.ª \| 4 × 100 m \| 44.62 \| \| 1990 \| Campeonato Europeo en pista cubierta \| Glasgow \| 4.ª \| 200 m \| 23.08 \| \| 1990 \| Campeonato de Europa \| Split \| 4.ª \| 200 m \| 22.38 \| \| 1990 \| Campeonato Iberoamericano \| Manaus \| Medalla de oro \| 100 m \| 11.50 \| \| 1990 \| Campeonato Iberoamericano \| Manaus \| Medalla de plata \| 4 × 100 m \| 45.60 \| \| 1990 \| Campeonato Iberoamericano \| Manaus \| Medalla de plata \| 4 × 400 m \| 3:35.2 \| \| 1991 \| Campeonato Mundial en pista cubierta \| Sevilla \| Medalla de plata \| 400 m \| 50.99 \| \| 1991 \| Campeonato Mundial en pista cubierta \| Sevilla \| 4.ª \| 4 × 400 m \| 3:31.86 \| \| 1991 \| Campeonato del Mundo \| Tokio \| Medalla de bronce \| 400 m \| 49.78 \| \| 1991 \| Campeonato del Mundo \| Tokio \| 11.ª (s) \| 4 × 100 m \| 44.08 \| \| 1991 \| Campeonato del Mundo \| Tokio \| 7.ª \| 4 × 400 m \| 3:27.57 \| \| 1992 \| Campeonato Europeo en pista cubierta \| Génova \| Medalla de oro \| 400 m \| 51.21 \| \| 1993 \| Campeonato Mundial en pista cubierta \| Toronto \| 4.ª \| 400 m \| 51.45 \| \| 1993 \| Campeonato del Mundo \| Stuttgart \| 6.ª \| 400 m \| 51.22 \| \| 1994 \| Campeonato de Europa \| Helsinki \| DNF (sf) \| 400 m \| -- \| \| 1995 \| Campeonato Mundial en pista cubierta \| Barcelona \| 12.ª (sf) \| 400 m \| 51.45 \| \| 1995 \| Campeonato del Mundo \| Gotemburgo \| 10.ª (sf) \| 400 m \| 51.03 \| \| 1995 \| Campeonato del Mundo \| Gotemburgo \| 13.ª (s) \| 4 × 400 m \| 3:31.71 \| \| 1996 \| Campeonato Europeo en pista cubierta \| Estocolmo \| Medalla de oro \| 200 m \| 23.15 \| \| 1996 \| Juegos Olímpicos \| Atlanta \| 20.ª (cf) \| 200 m \| 23.20 \| \| 1996 \| Juegos Olímpicos \| Atlanta \| 14.ª (sf) \| 400 m \| 51.42 \| | Representando a Estados Unidos \| Año \| Competición \| Sede \| Puesto \| Prueba \| Marca \| \| ---------------------- \| ------------------------------------ \| ---------------- \| ----------------- \| ----------------- \| ------- \| \| 1981 \| Copa del Mundo \| Roma \| 7.ª \| 400 m vallas \| 59.95 \| \| Representando a España \| \| \| \| \| \| \| 1988 \| Campeonato Europeo en pista cubierta \| Budapest \| 9.ª (sf) \| 60 m \| 7.32 \| \| 1988 \| Campeonato Europeo en pista cubierta \| Budapest \| 12.ª \| Salto de longitud \| 6.12 m \| \| 1988 \| Campeonato Iberoamericano \| Ciudad de México \| Medalla de oro \| 100 m \| 11.47 \| \| 1988 \| Campeonato Iberoamericano \| Ciudad de México \| Medalla de bronce \| Salto de longitud \| 6.38 m \| \| 1988 \| Campeonato Iberoamericano \| Ciudad de México \| Medalla de oro \| 4 × 100 m \| 44.47 \| \| 1988 \| Juegos Olímpicos \| Seúl \| 43.ª (s) \| 100 m \| 11.86 \| \| 1989 \| Copa del Mundo \| Barcelona \| 6.ª \| 100 m \| 11.36 \| \| 1989 \| Copa del Mundo \| Barcelona \| 5.ª \| 4 × 100 m \| 44.62 \| \| 1990 \| Campeonato Europeo en pista cubierta \| Glasgow \| 4.ª \| 200 m \| 23.08 \| \| 1990 \| Campeonato de Europa \| Split \| 4.ª \| 200 m \| 22.38 \| \| 1990 \| Campeonato Iberoamericano \| Manaus \| Medalla de oro \| 100 m \| 11.50 \| \| 1990 \| Campeonato Iberoamericano \| Manaus \| Medalla de plata \| 4 × 100 m \| 45.60 \| \| 1990 \| Campeonato Iberoamericano \| Manaus \| Medalla de plata \| 4 × 400 m \| 3:35.2 \| \| 1991 \| Campeonato Mundial en pista cubierta \| Sevilla \| Medalla de plata \| 400 m \| 50.99 \| \| 1991 \| Campeonato Mundial en pista cubierta \| Sevilla \| 4.ª \| 4 × 400 m \| 3:31.86 \| \| 1991 \| Campeonato del Mundo \| Tokio \| Medalla de bronce \| 400 m \| 49.78 \| \| 1991 \| Campeonato del Mundo \| Tokio \| 11.ª (s) \| 4 × 100 m \| 44.08 \| \| 1991 \| Campeonato del Mundo \| Tokio \| 7.ª \| 4 × 400 m \| 3:27.57 \| \| 1992 \| Campeonato Europeo en pista cubierta \| Génova \| Medalla de oro \| 400 m \| 51.21 \| \| 1993 \| Campeonato Mundial en pista cubierta \| Toronto \| 4.ª \| 400 m \| 51.45 \| \| 1993 \| Campeonato del Mundo \| Stuttgart \| 6.ª \| 400 m \| 51.22 \| \| 1994 \| Campeonato de Europa \| Helsinki \| DNF (sf) \| 400 m \| -- \| \| 1995 \| Campeonato Mundial en pista cubierta \| Barcelona \| 12.ª (sf) \| 400 m \| 51.45 \| \| 1995 \| Campeonato del Mundo \| Gotemburgo \| 10.ª (sf) \| 400 m \| 51.03 \| \| 1995 \| Campeonato del Mundo \| Gotemburgo \| 13.ª (s) \| 4 × 400 m \| 3:31.71 \| \| 1996 \| Campeonato Europeo en pista cubierta \| Estocolmo \| Medalla de oro \| 200 m \| 23.15 \| \| 1996 \| Juegos Olímpicos \| Atlanta \| 20.ª (cf) \| 200 m \| 23.20 \| \| 1996 \| Juegos Olímpicos \| Atlanta \| 14.ª (sf) \| 400 m \| 51.42 \| |
| Año | Competición | Sede | Puesto | Prueba | Marca |
| --- | --- | --- | --- | --- | --- |
| 1981 | Copa del Mundo | Roma | 7.ª | 400 m vallas | 59.95 |
| Representando a España | | | | | |
| 1988 | Campeonato Europeo en pista cubierta | Budapest | 9.ª (sf) | 60 m | 7.32 |
| 1988 | Campeonato Europeo en pista cubierta | Budapest | 12.ª | Salto de longitud | 6.12 m |
| 1988 | Campeonato Iberoamericano | Ciudad de México | Medalla de oro | 100 m | 11.47 |
| 1988 | Campeonato Iberoamericano | Ciudad de México | Medalla de bronce | Salto de longitud | 6.38 m |
| 1988 | Campeonato Iberoamericano | Ciudad de México | Medalla de oro | 4 × 100 m | 44.47 |
| 1988 | Juegos Olímpicos | Seúl | 43.ª (s) | 100 m | 11.86 |
| 1989 | Copa del Mundo | Barcelona | 6.ª | 100 m | 11.36 |
| 1989 | Copa del Mundo | Barcelona | 5.ª | 4 × 100 m | 44.62 |
| 1990 | Campeonato Europeo en pista cubierta | Glasgow | 4.ª | 200 m | 23.08 |
| 1990 | Campeonato de Europa | Split | 4.ª | 200 m | 22.38 |
| 1990 | Campeonato Iberoamericano | Manaus | Medalla de oro | 100 m | 11.50 |
| 1990 | Campeonato Iberoamericano | Manaus | Medalla de plata | 4 × 100 m | 45.60 |
| 1990 | Campeonato Iberoamericano | Manaus | Medalla de plata | 4 × 400 m | 3:35.2 |
| 1991 | Campeonato Mundial en pista cubierta | Sevilla | Medalla de plata | 400 m | 50.99 |
| 1991 | Campeonato Mundial en pista cubierta | Sevilla | 4.ª | 4 × 400 m | 3:31.86 |
| 1991 | Campeonato del Mundo | Tokio | Medalla de bronce | 400 m | 49.78 |
| 1991 | Campeonato del Mundo | Tokio | 11.ª (s) | 4 × 100 m | 44.08 |
| 1991 | Campeonato del Mundo | Tokio | 7.ª | 4 × 400 m | 3:27.57 |
| 1992 | Campeonato Europeo en pista cubierta | Génova | Medalla de oro | 400 m | 51.21 |
| 1993 | Campeonato Mundial en pista cubierta | Toronto | 4.ª | 400 m | 51.45 |
| 1993 | Campeonato del Mundo | Stuttgart | 6.ª | 400 m | 51.22 |
| 1994 | Campeonato de Europa | Helsinki | DNF (sf) | 400 m | -- |
| 1995 | Campeonato Mundial en pista cubierta | Barcelona | 12.ª (sf) | 400 m | 51.45 |
| 1995 | Campeonato del Mundo | Gotemburgo | 10.ª (sf) | 400 m | 51.03 |
| 1995 | Campeonato del Mundo | Gotemburgo | 13.ª (s) | 4 × 400 m | 3:31.71 |
| 1996 | Campeonato Europeo en pista cubierta | Estocolmo | Medalla de oro | 200 m | 23.15 |
| 1996 | Juegos Olímpicos | Atlanta | 20.ª (cf) | 200 m | 23.20 |
| 1996 | Juegos Olímpicos | Atlanta | 14.ª (sf) | 400 m | 51.42 |

### Marcas personales
| Prueba            | Marca   | Viento | Lugar                | Fecha                    |
| ----------------- | ------- | ------ | -------------------- | ------------------------ |
| 100 metros        | 11.06   | + 1.7  | Vigo                 | 23 de julio de 1991      |
| 200 metros        | 22.38   | + 0.3  | Split                | 30 de agosto de 1990     |
| 400 metros        | 49.67   | --     | Oslo                 | 6 de julio de 1991       |
| 100 metros vallas | 13.48   | + 0.3  | Jerez de la Frontera | 13 de septiembre de 1989 |
| 400 metros vallas | 56.38   | --     | Colorado Springs     | 22 de julio de 1981      |
| Salto de longitud | 6.60    | N/A    | Sevilla              | 1 de junio de 1988       |
| 4 × 100 metros    | 44.08   | --     | Tokio                | 31 de agosto de 1991     |
| 4 × 400 metros    | 3:27.57 | --     | Tokio                | 1 de septiembre de 1991  |

| Prueba            | Marca   | Lugar         | Fecha                |
| ----------------- | ------- | ------------- | -------------------- |
| 50 metros         | 6.28    | Madrid        | 9 de febrero de 1995 |
| 60 metros         | 7.23    | Madrid        | 13 de marzo de 1990  |
| 200 metros        | 22.81   | San Sebastián | 15 de marzo de 1991  |
| 400 metros        | 50.99   | Sevilla       | 10 de marzo de 1991  |
| Salto de longitud | 6.68    | Oviedo        | 30 de enero de 1988  |
| 4 × 400 metros    | 3:31.86 | Sevilla       | 10 de marzo de 1991  |

## Musicóloga
Cuando contaba con ocho años, su padre compró por cincuenta dólares un piano. Trascurrido un tiempo, y gracias a su virtuosismo, pasó a dar clases con una profesora. Tiempo después consiguió una beca para estudiar en la Universidad de California en Los Ángeles, en la que compaginó su alto nivel de atletismo con el piano. Allí realizó su Bachelor of Arts en Música, con estudios en piano y composición. Se graduó en música y es profesora de piano. 
Posteriormente obtuvo su título superior de Musicología en el Real Conservatorio de Música de Madrid. Entre sus publicaciones figuran el libro Historia, Arte y Alabanza. La música protestante en la España del siglo XIX, y diversos artículos en la Revista de Musicología. Ha organizado y participado en diversos congresos, cursos y conferencias nacionales e internacionales relacionadas con la música española del siglo XIX. Entre ellos, la dirección del curso Arte y Revolución: Política y Música en el siglo XIX, celebrado en el Museo Cerralbo de Madrid, y los cursos de Música y Pensamiento, celebrados en Peñaranda de Duero. Obtuvo su título de Estudios Avanzados en el programa de Doctorado en Música de la Universidad Autónoma de Madrid, y realizó su tesis doctoral sobre las desamortizaciones eclesiásticas en España y sus consecuencias sobre la música. 
Entre 2002 y 2019 fue Catedrática de Musicología en el Conservatorio Superior de Música de Castilla y León, donde impartió asignaturas de Historia de la Música, siglos XIX y XX; Estética de la Música y Metodología de la Investigación, Fuentes históricas I y Análisis. También dirigió varias asignaturas optativas en dicho centro, como Política y música en el siglo XIX (curso 2002-03) y Música y poesía (curso 2003-04), Música experimental--Teoría y práctica de la creación (curso 2005-06).
En 2019 se trasladó a Pamplona, tras obtener plaza en el Conservatorio Superior de Música de Navarra. En la capital foral ha retomado contacto con la familia de su exmarido, oriundos de Navarra.

## Vida privada
Casada y posteriormente separada del entrenador español Javier Echarri. Tuvieron tres hijas: Elena, es estudiante de arquitectura en Nueva York, y las gemelas Ana M.ª e Isabel que estudian Bellas Artes y Violín en España.

## Actividad política
Después de retirarse del atletismo se dedicó a la política, vinculada al Partido Popular, como concejal de Educación en el ayuntamiento de Salamanca y diputada en la Asamblea de Madrid.

## Premios, reconocimientos y distinciones
- Medalla de Plata de la Real Orden del Mérito Deportivo, otorgada por el Consejo Superior de Deportes (1994)[5]